# Catedral de San Apolinar (Valence)
La catedral de San Apolinar (del francés: cathédrale Saint-Apollinaire) es el edificio más antiguo de la ciudad de Valence, en el departamento de Drôme. Situada en la plaza des Ormeaux en el Vieux Valence, está clasificada en la lista de monumentos históricos en 1862. Canónicamente, la catedral fue declarada basílica menor el 4 de mayo de 1847.

## Historia
El obispo Gontard (1063-1099) impulsó la construcción de este edificio en el barrio histórico de Vieux Valence. Fue dedicada el  5 de agosto del 1095 bajo el triple nombre de Cipriano, Cornelio y Apolinar por el papa Urbano II que se encontraba en el Concilio de Clermont para predicar la primera cruzada. Todavía se puede ver la placa de dedicación en el muro sur de la catedral.
En 1281, un rayo golpeó la torre que será sustituida por una aguja de carpintería cubierta de pizarra. En el siglo XV, fue construida una nueva capilla en el lugar del ábside del transepto sur (es la actual sacristía). Destruido durante las guerras de religión, fue reconstruida en el siglo XVII y su campanario, que amenazaba con derrumbarse después de ser golpeado de nuevo por un rayo, se sustituye en el siglo XIX.
La arquitectura de esta catedral la enparenta con otros monumentos de Auvernia y del Velay, en especial por las decoraciones en piedras policromadas. Tiene un deambulatorio, permitiendo el paso de los peregrinos y confirmando su papel de iglesia de paso en el camino hacia Santiago de Compostela.
Fue quemada dos veces, en 1562 y 1567, por los hugonotes y reconstruida exactamente a partir de 1604.
En 1799, el papa Pío VI fue desterrado y enviado a Francia. Tenía más de ochenta años, estaba muy débil y su carrera finalizó en Valence, donde murió el 29 de agosto. Primero enterrado en Valencea, su cuerpo fue llevado de vuelta a Roma, pero los valentinos reclamaron su corazón e intestinos, que regresaron y todavía se conservan en la catedral. El paso del papa y sus guardias suizos incitó a un repostero para crear un pastel en forma de personaje, suisse, que es siempre una especialidad de Valence.
La catedral está clasificada como  monumento histórico desde 1862.

## Arquitectura
La catedral está situada en la parte superior del casco antiguo, con vistas a las antiguas murallas y los barrios bajos del río Ródano. Tiene una pequeña terraza en el frente de la torre del campanario, cuya entrada no se utiliza. Al sur, limita con la plaza des Ormeaux, donde el antiguo obispado ocupa el lado opuesto, ahora Museo de Bellas Artes de Valence. Se accede a la catedral por una puerta lateral de esta plaza, o por el lado norte a través de otra puerta que da a la plaza de Pendentif donde se encuentra este famoso monumento por su cúpula característica. En este lugar se encontraba el claustro.
El conjunto del edificio, aunque casi totalmente reconstruido en el siglo XVII, conserva todas las características de la primera catedral románica.

### Campanario
El campanario fue destruido por un rayo en 1836. En su diario de viaje en 1838, Stendhal menciona la demolición en curso. Fue reconstruido en estilo románico, y se aprovechó y se le dio mayor altura.
Es de planta cuadrada y es soportado por contrafuertes perpendiculares en las esquinas. En la base, se abre por tres de sus lados por grandes arcos de medio punto sobre el portal de entrada. Por encima, un piso perforado por pequeñas vanos está remontado con un piso muy alto, ciego, decorado con lesenas que dividen cada lado en tres y están unidas por tres pequeños arcadas. El piso final, cubierto por un tejado de tejas de cuatro vertientes de importante inclinación, está perforado en cada lado por tres huecos en arcos anidados de piedras de dos colores como los huecos de las naves laterales.

Vistas del exterior de la catedral
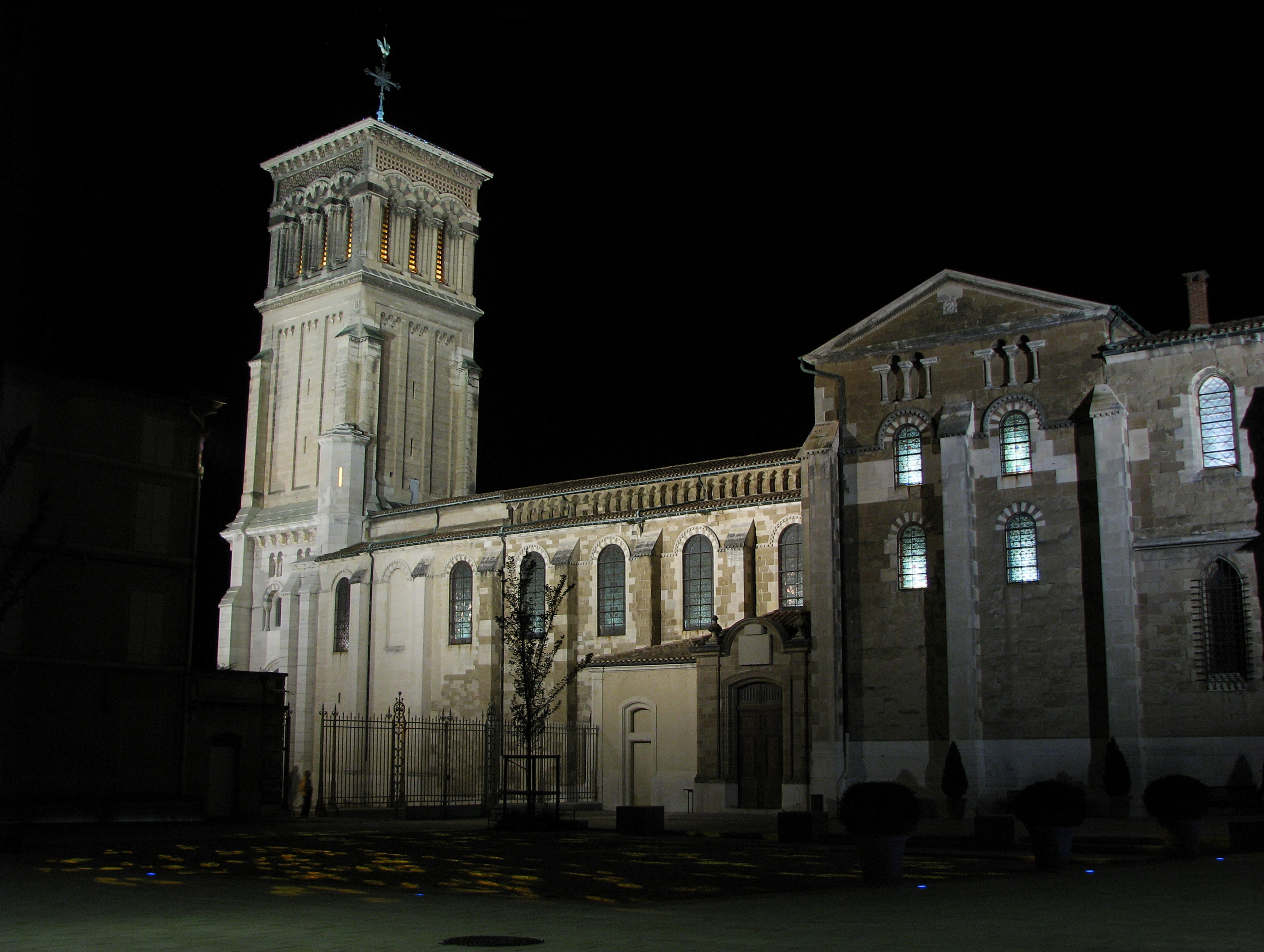
La catedral por la noche, vista desde la plaza de los Ormeaux
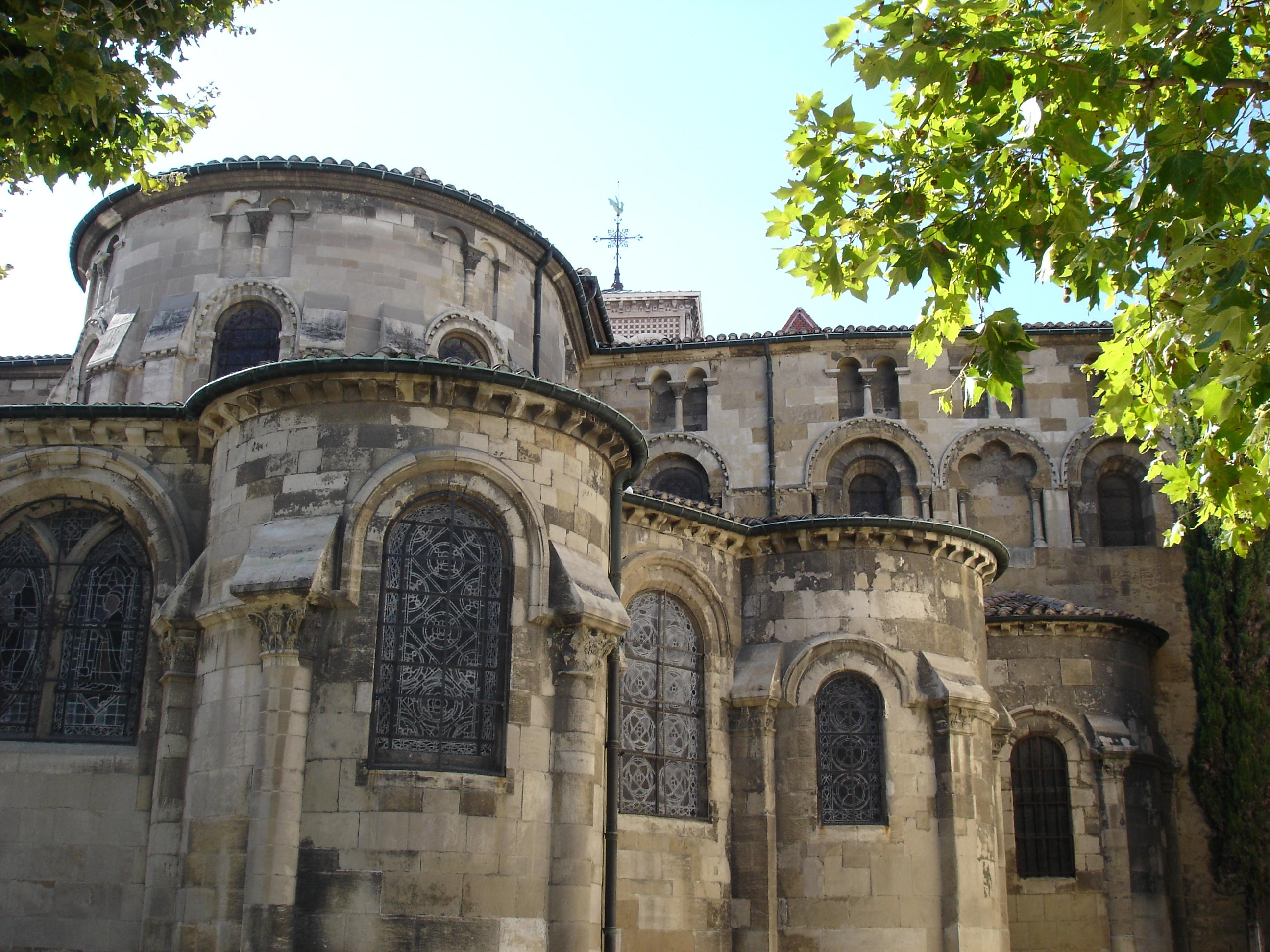
La cabecera
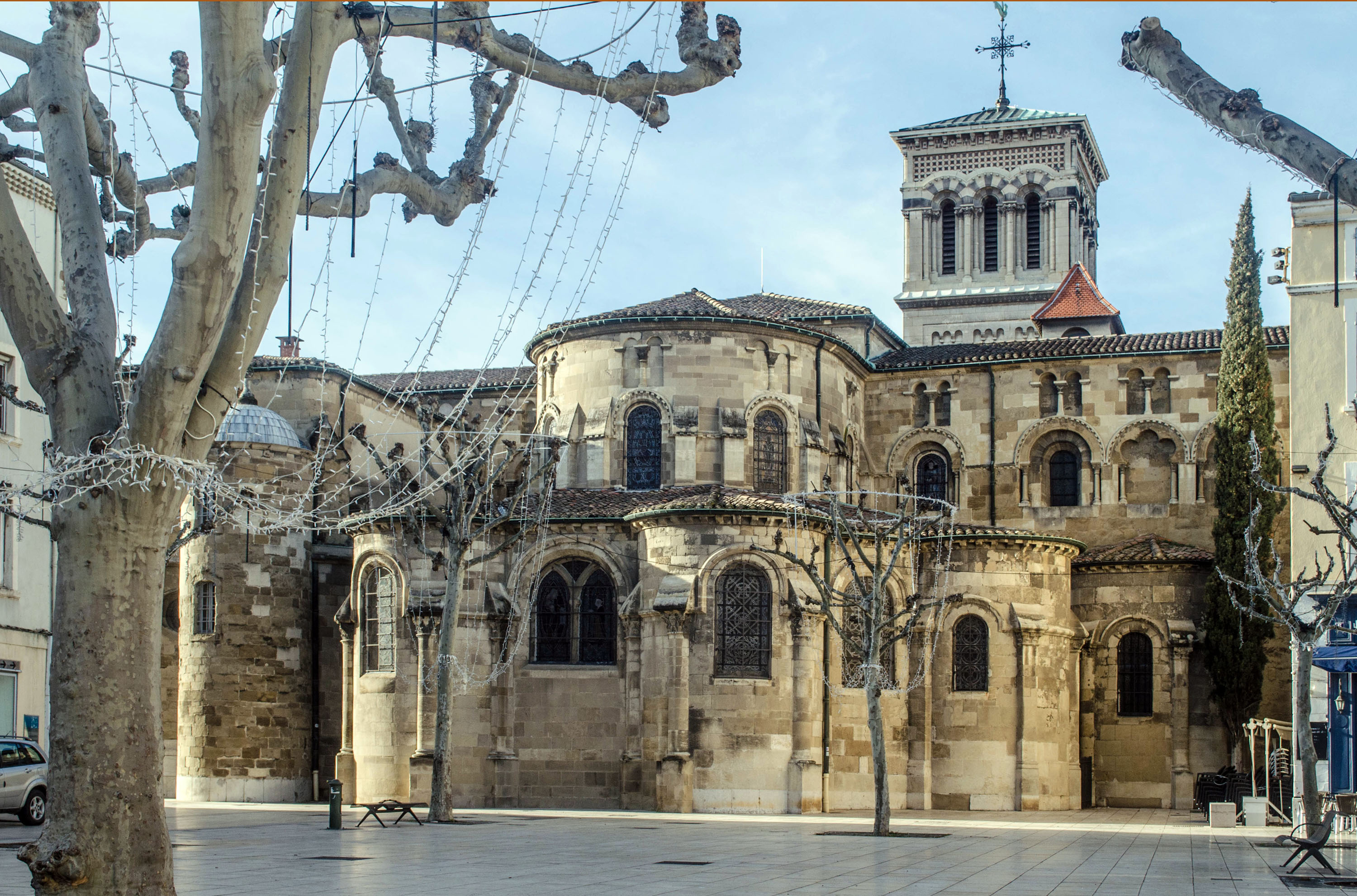
La cabecera, vista desde la plaza de los Clercs
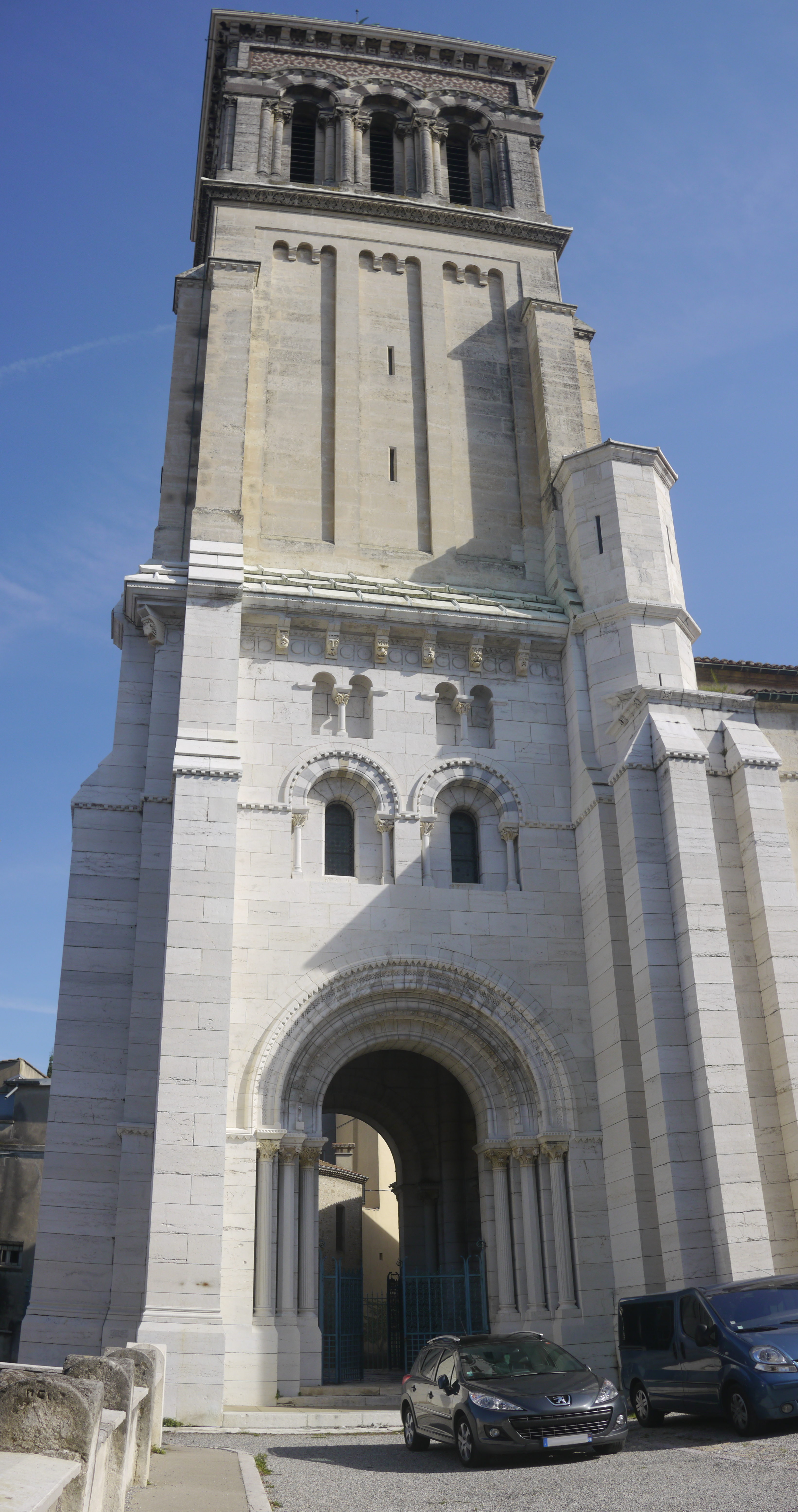
La torre del campanario

### Interior
La larga y alta nave, dividida en siete tramos, está abovedada acañonada sobre arcos doblados que descansan sobre medias columnas adosadas a pilastras cuadradas. En el extremo occidental una tribuna soporta el órgano, abierto a la nave principal por un gran arco de medio punto con una clave adornada con un blasón. A cada lado de la nave se encuentran las naves laterales con bóvedas de cañón cruzadas que se comunican con la nave central por arcos de medio punto. Las naves laterales no tienen capillas. La nave principal es bastante oscura, ya que la iluminación solamente llega a través de huecos arqueados en las naves laterales.
El coro, en semicírculo, sigue directamente el transepto sin tramo intermedio, y está rodeado por columnas cilíndricas que soportan, con capiteles, pequeños arcos peraltados. Arriba, tres huecos iluminan, por último, una bóveda de cul-de-cuatro bóveda de todo. El ábside es poligonal y se abre a absidiolos semicirculares cada uno de los cuales alberga una capilla. Una hueco semicircular se abre en cada capilla y en los paños de los muros derechos que los separan.
Un deambulatorio rodea el coro, recordando que la catedral era una etapa de paso hacia Saint-Jacques de Compostela. Varios bloques de piedra de la catedral de Saint-Apollinaire se reutilizaron de construcciones galo-romanas de la ciudad de Valentia.
Hoy en día todavía se puede ver uno de los 22 marcadores de hitos de la via Agrippa en el deambulatorio del coro, segundo pilar de la derecha. Fechado en 274 o 275 d. C.  sería del tercer o cuarto milenio y tiene una inscripción de esa época.

Vistas del interior de la catedral
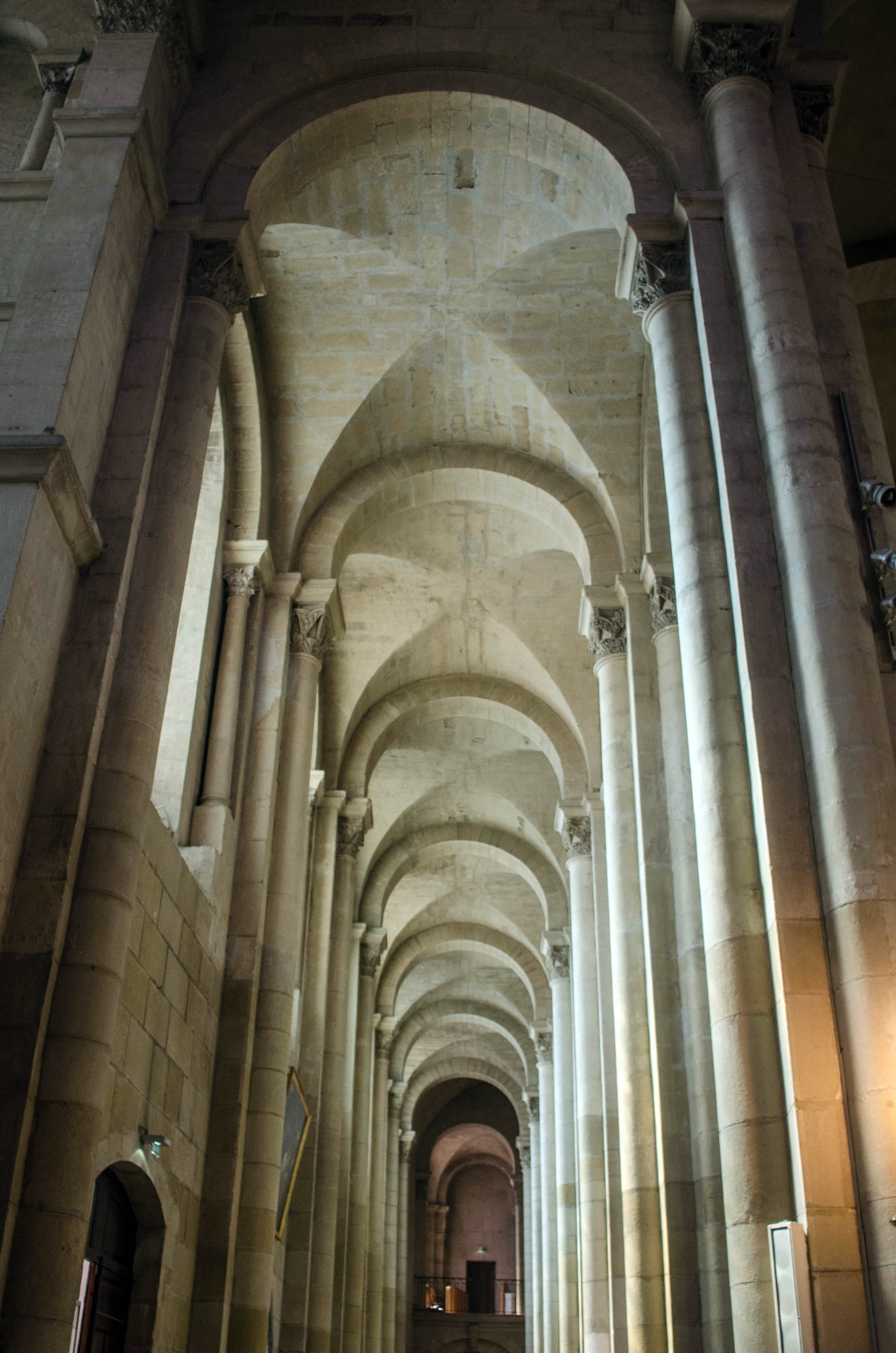
Nave lateral sur
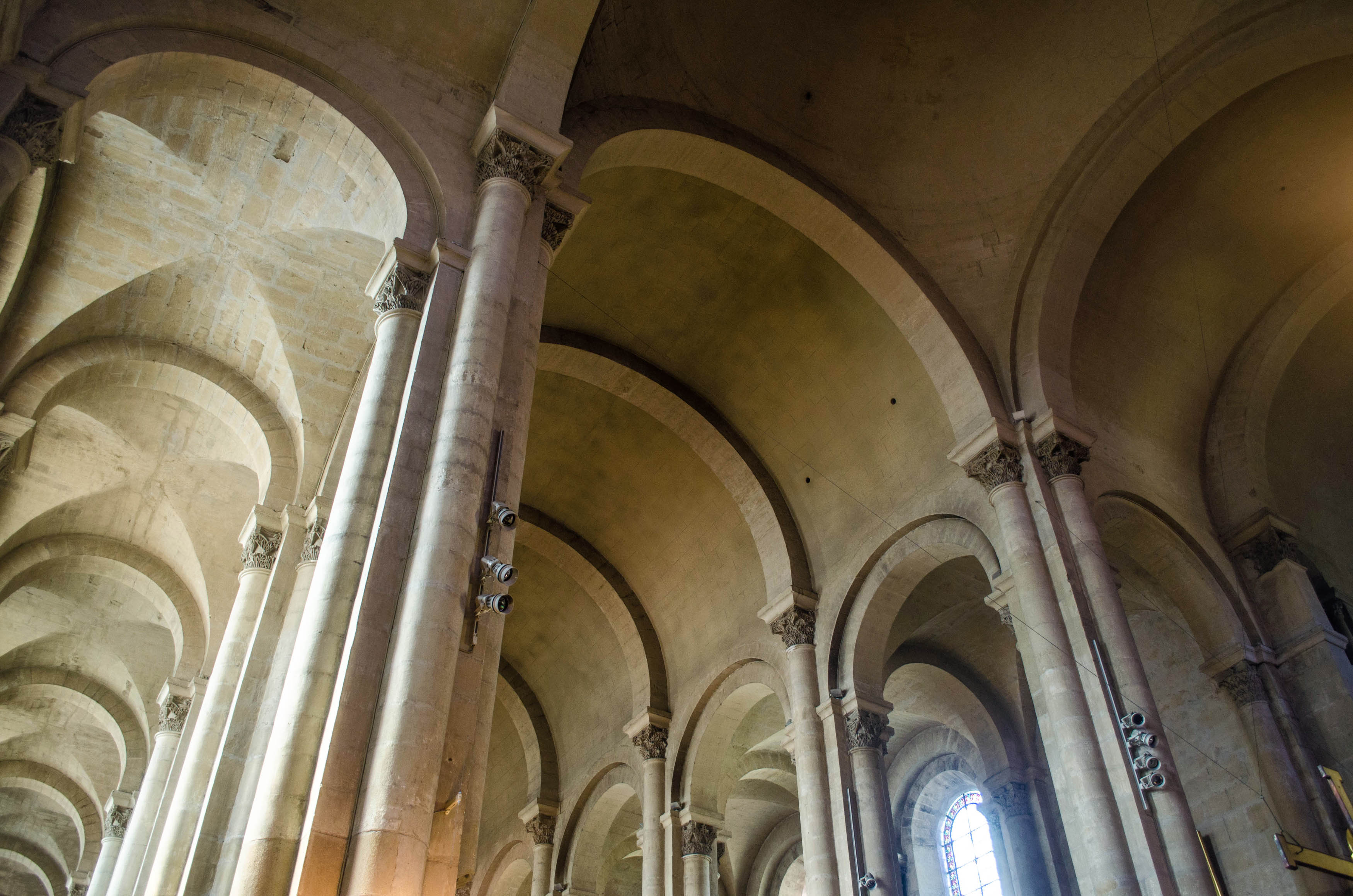
Nave lateral sur y nave central
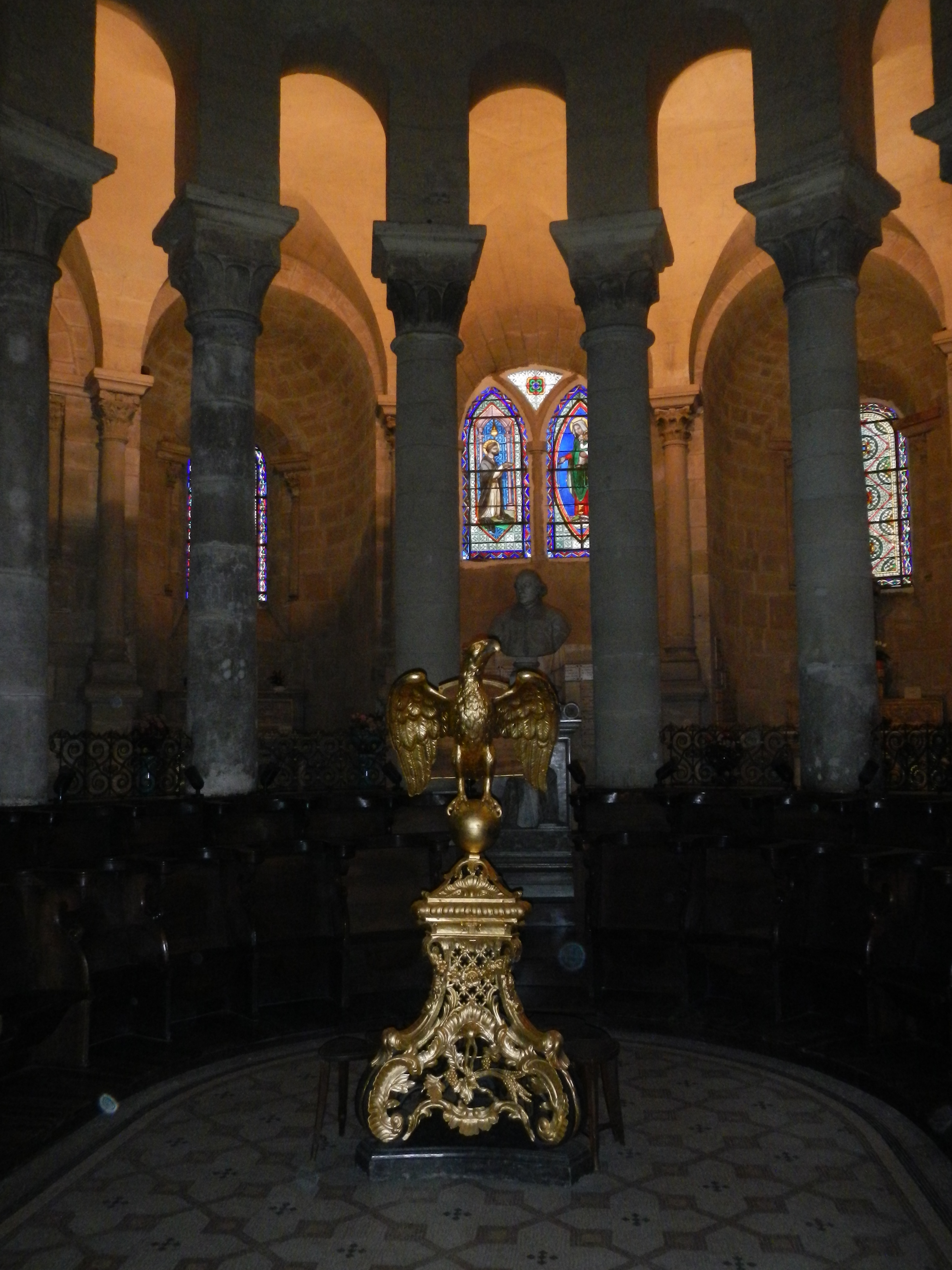
Ábside visto desde el coro

### Decoración
En la catedral hay muchas placas, bustos y altares:
- en la entrada lateral, una placa conmemorativa a Pío IX y en el otro lado, otra placa recordando la historia de la catedral y sus principales benefactores;
- en el transepto, un busto del obispo Emmanuel-Marie-Joseph-Anthelme Martin de Gibergues;
- en las naves laterales, la lápida del obispo Alexandre Milon de Mesme
- cenotafio como reposoir del coro del papa Pio VI
- en el deambulatorio, un busto del obispo Charles-Pierre-François Cotton y un altar con las reliquias de Eutychiana en un absidiolo del deambulatorio. Descubierto hacia 1840 en las catacumbas de Roma, la tumba de Eutychiana fue considerada como la de un santo, aunque ningún elemento permite esta hipótesis. En 1847, el papa Pío IX ofreció al opispo Chatrousse las reliquias, incrustadas en una estatua de cera bajo el altar.

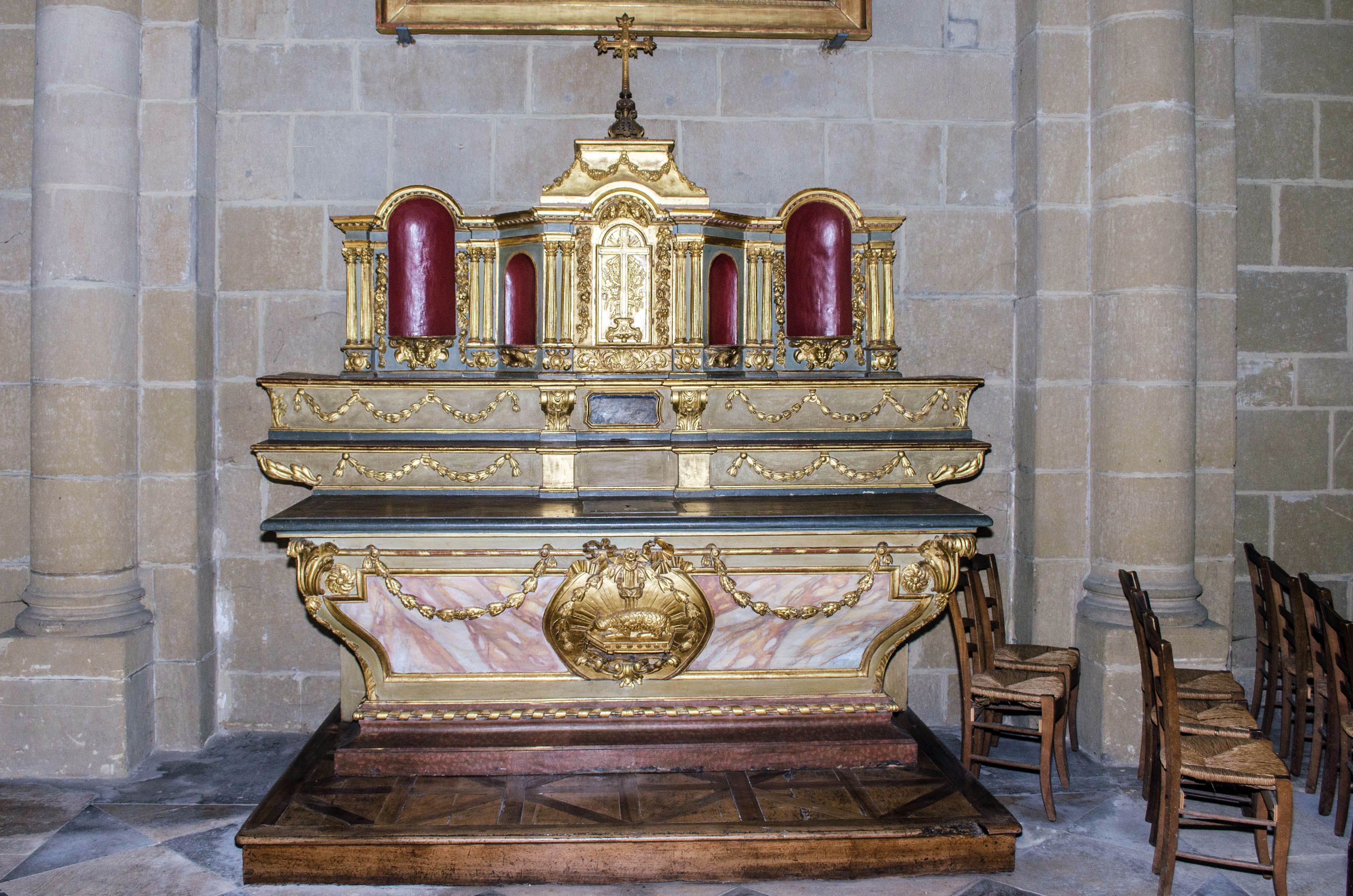
Altar del siglo XVIII (nave lateral norte)
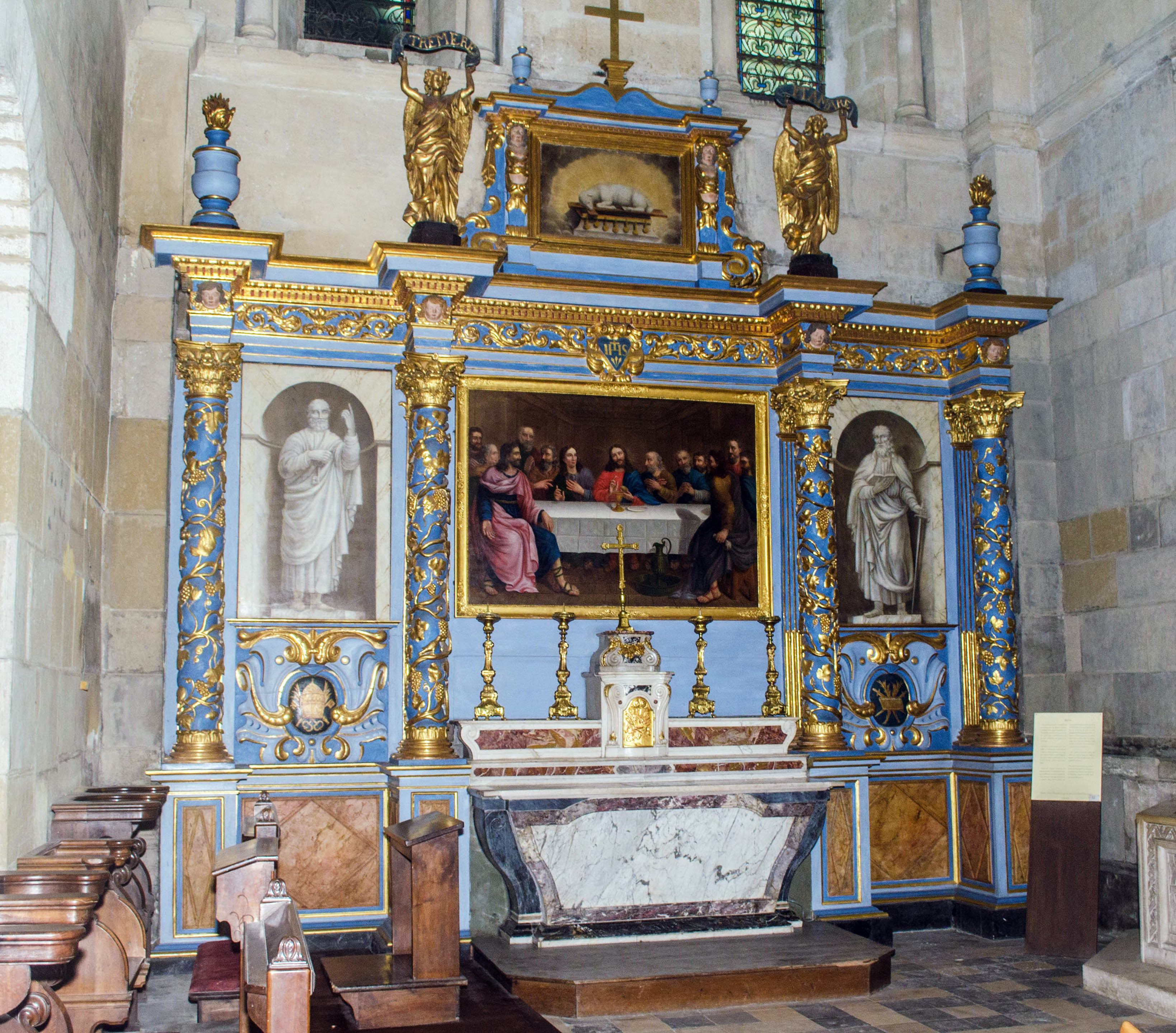
Retablo de la Última Cena

### Órganos

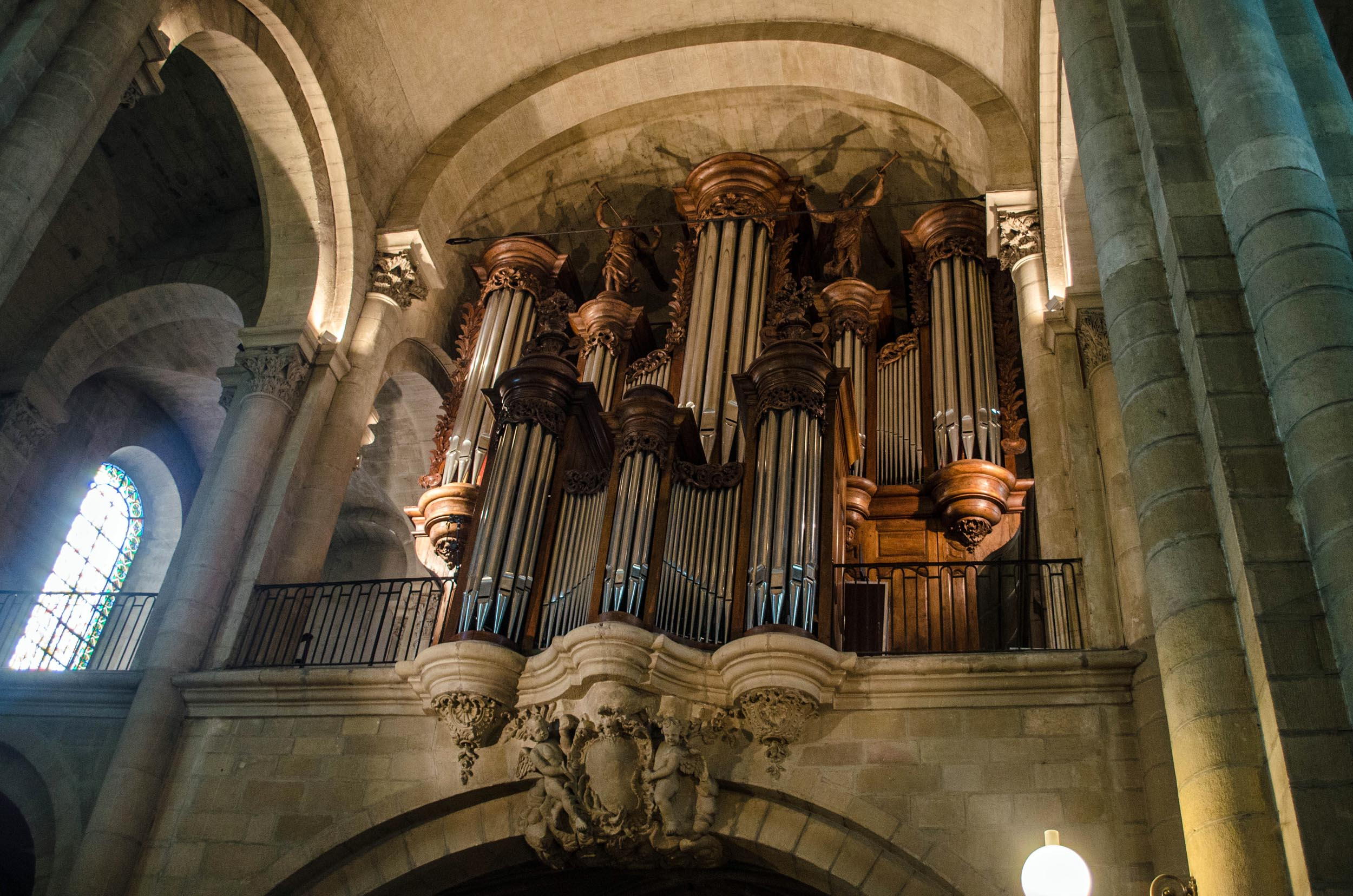
El órgano

Se sabe que ya existía un órgano en Saint-Apollinaire en 1392. En 1751 el margrave Alexandre Milon de Mesme, obispo de Valencia, encargó un órgano dotado de 45 juegos. Así, desde 1751 hasta 1753 el factor suizo Samson Scherrer (y no su hijo Ludwig, llamado Louis Scherrer, fua a Valence solamente para firmar el contrato), construyó un nuevo órgano, que se encontraba en muy mal estado en la Revolución. Fue restaurado por François y Joseph Collinet en 1813 y después en 1835, y luego desmantelado durante los trabajos de reparación de la catedral. En 1898, los talleres de Cavaillé-Coll, bajo la dirección de Charles Mutin, instaló un nuevo instrumento en el buffet. de Scherrer. El órgano fue finalmente restaurado en 1985 por Yves Koenig y despuésel mismo factor lo renovó, siendo reinaugurado en mayo de 2014.
La catedral también alberga un órgano de coro ubicado en el transepto sur.